# Perziken van onsterfelijkheid

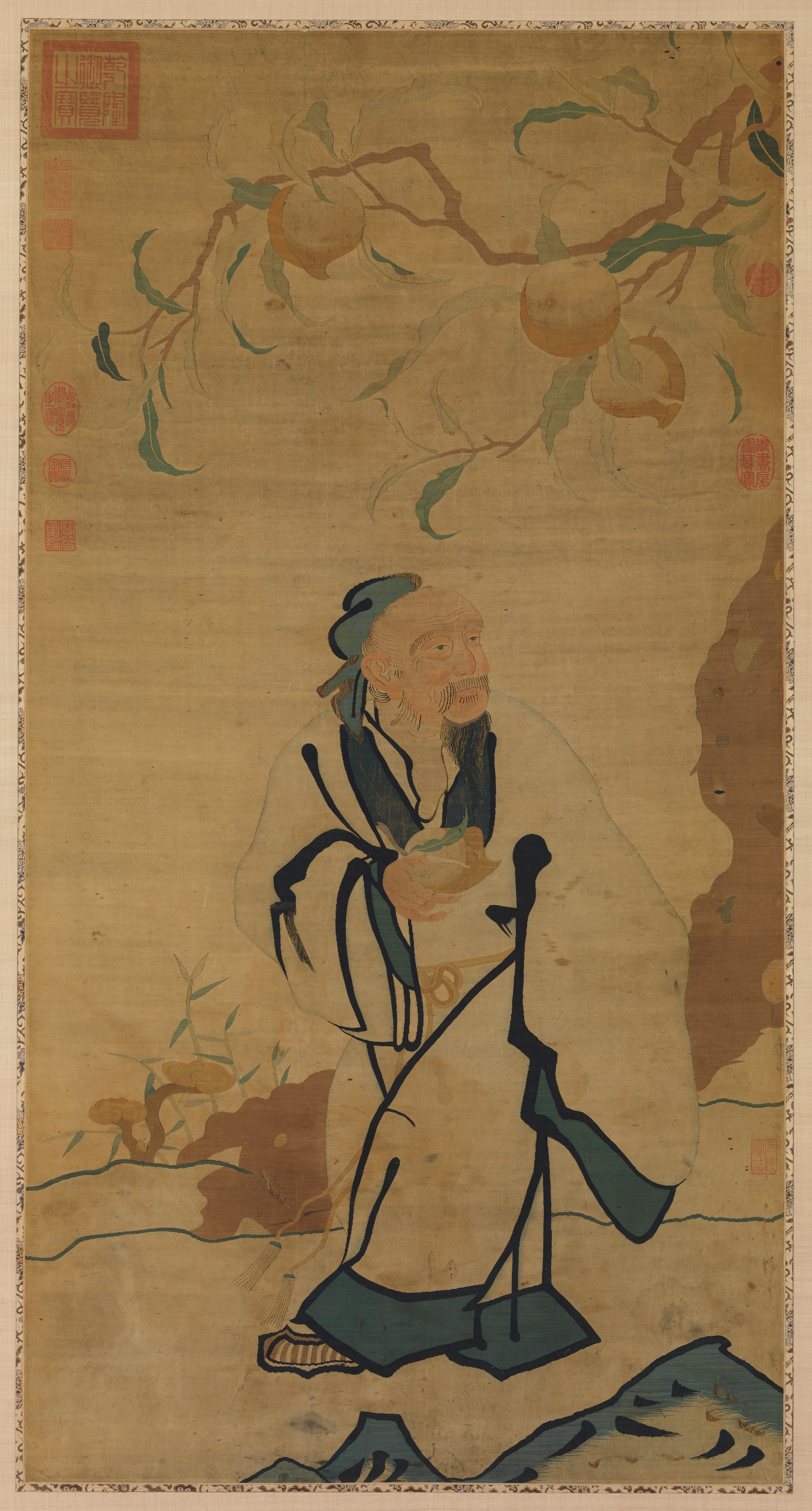
Zijden wandtapijt met Dongfang Shuo die een perzik van onsterfelijkheid steelt, Ming-dynastie, Metropolitan Museum of Art

Perziken van onsterfelijkheid zijn magische vruchten, die volgens de Chinese mythologie in de paleistuin van Xi Wangmu, 'Koningin-moeder van het Westen', groeiden en die onsterfelijkheid gaven aan hen die er van aten of het levenselixer dronken, dat uit de heerlijke perziken werd gewonnen. Het zuiver gouden paleis van Xi Wangmu lag op de top van het Kunlun-gebergte.

## Houyi en Heng E
De jager-god en boogschutter Houyi (Yi), behoedde de mensheid voor een wereldbrand in de regering van keizer Yao, door negen van de tien zonnen, met de jun-raven, die de zonnen droegen, uit de hemel te schieten. Als gevolg van zijn daad kon Houyi niet meer terugkeren naar de hemel. Daarom ging Houyi naar Xi Wangmu om aan haar het levenselixer of de onsterfelijkheidsdrank te vragen. Hij ontving het levenselixer, dat gewonnen was uit de perziken van onsterfelijkheid, in de vorm van een lichtgevend pilletje, in ruil voor de bouw van een zomerpaleis met glazen vloeren en muren van doorschijnende jade. Helaas slikte zijn vrouw Heng E het pilletje in, waarna ze onsterfelijk werd en opsteeg naar de maan. Ze werd later vereerd als de maangodin Chang E. Houyi ging nu naar de gade van Xi Wangmu, de 'Koning-vader van het Oosten', die hem meldde dat de goden besloten hadden hem weer in hun midden op te nemen. Houyi nam zijn intrek in het paleis van de zon en met een kleine rode koek, die hij als talisman van de Koning-vader van het Oosten had gekregen, kon hij Heng E bezoeken.

## Banket
De perziken van onsterfelijkheid groeiden in 3000 jaar en deden er nog eens 3000 jaar over om rijp te worden. De rijpe perziken werden door de godin Xi Wangmu op het hoogtepunt van een banket opgediend, 'waarop ook heerlijkheden als apenlippen, drakenlevers en feniksmerg werden geserveerd en muziek van onzichtbare instrumenten en gezang van elventongen klonk.'

## Vruchten van onsterfelijkheid
In uiteenlopende culturen komen vruchten voor, die onsterfelijkheid geven, zoals de gouden appels van de Hesperiden in Hesperia in het Westen in de klassieke oudheid, de gouden appels van de Scandinavische godin Idunn, de gouden appels in de Russische mythe van de Vuurvogel en de boogschutter Iwan, en de 'verboden vrucht', de appels van de Boom van Kennis en de vruchten van de Boom van Leven in de Bijbel.